# Henry Cravatte
Henry Cravatte, né le 21 mai 1911 à Diekirch (Luxembourg) et mort le 4 novembre 1990 à Ettelbruck (Luxembourg), est un juriste et homme politique luxembourgeois, président du Parti ouvrier socialiste luxembourgeois (LSAP) de 1959 à 1970 puis président du Parti social-démocrate (SdP) de 1970 à 1984.

## Biographie

### Études et formations
Henry Cravatte a étudié la théorie du droit.

### Carrière professionnelle
En 1936, il devient avocat à Diekirch.

### Carrière politique
Sa carrière politique débute lorsqu'il est inscrit sur la liste du LSAP aux élections communales de 1951. Il a été élu au conseil communal puis comme bourgmestre de Diekirch entre 1952 et 1957, puis entre 1963 et 1964.
Entre 1958 à 1959, il est secrétaire d'État à l'économie puis aux élections législatives de 1959, Cravatte est élu à la Chambre des députés en tant que député de la circonscription Nord. Lors du scrutin législatif de 1964, il devient vice-président du gouvernement et ministre de l'Intérieur au sein du gouvernement Werner-Cravatte (1964-1969). Cravatte est réélu député aux élections de élections législatives de 1968, élections législatives de 1974 et élections législatives de 1979 et quitte la chambre à l'issue des élections de 1984.
En 1959, Henry Cravatte devient le président du parti ouvrier socialiste luxembourgeois (LSAP) et le restera jusqu'au 3 mai 1970 où est exclu avec plusieurs députés de l'aile droite et est un des fondateurs du parti social-démocrate en mars 1971 dont il assurera la présidence jusqu'en 1980 ; à la dissolution du parti en 1984, Henry Cravatte réintègre le LSAP.
Il a été président de la conférence des pouvoirs locaux de l'Europe de 1962 à 1964 et de nouveau de 1976 à 1978.
Le 4 novembre 1990, Henry Cravatte décède à l'âge de 79 ans à Ettelbruck.

## Décorations
- 1962 - Décoration d'honneur pour services à la République d'Autriche[1]